# ブルガリア料理

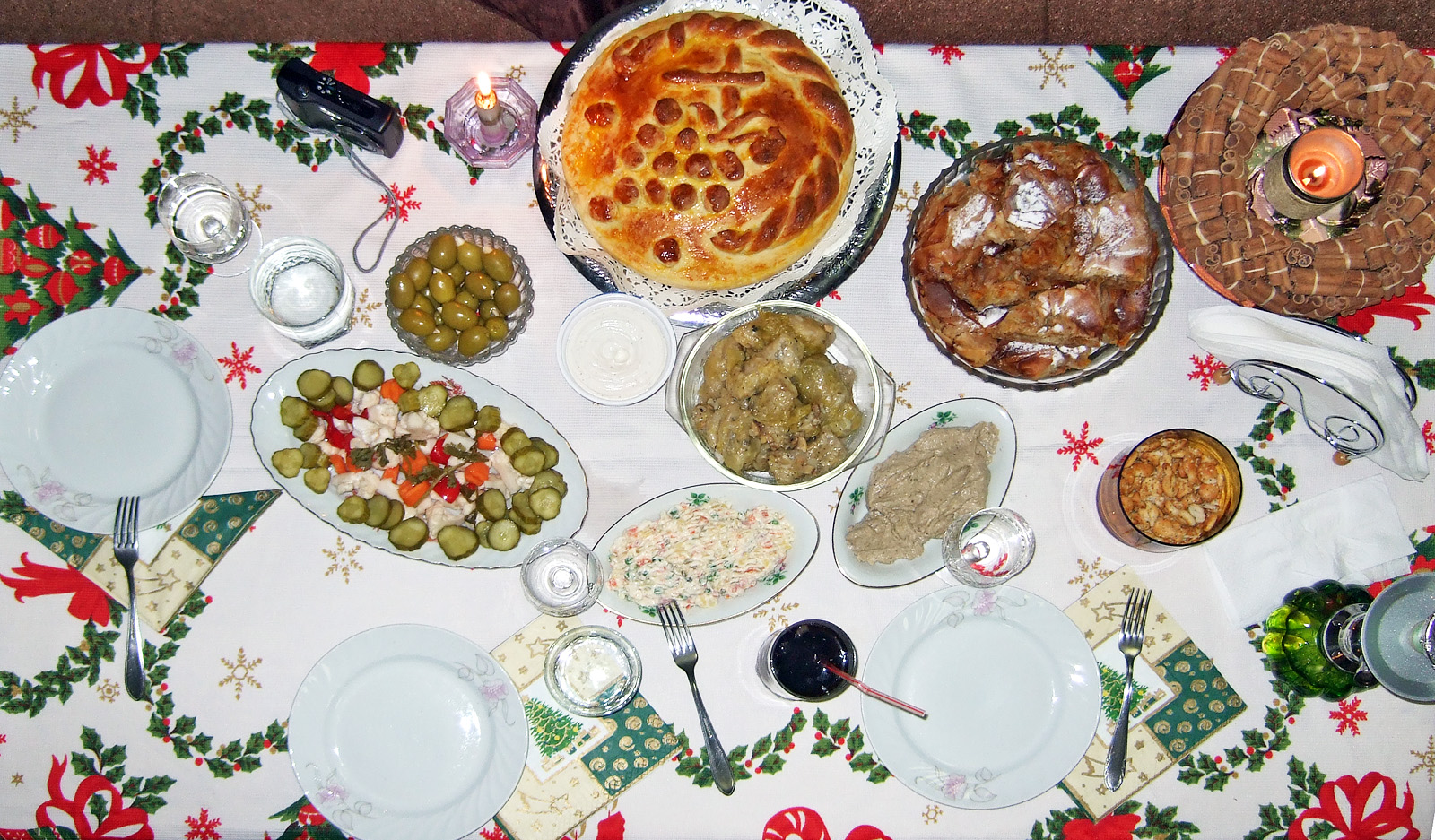
ブルガリアのクリスマスイブの食卓

ブルガリア料理（ブルガリアりょうり、ブルガリア語: Българска кухня / Bălgarska kuhnya）は、ブルガリアで主に食べられている料理である。
ブルガリアはバルカン山脈、ロドピ山脈から供給されるきれいな水があり、また地中海性気候から亜寒帯、高山気候まで気候変化に富んでおり、各地でさまざまな農作物が生産されている。ブルガリアには紀元前の時代からトラキア人が住んでいたが、その後東ローマ帝国、ブルガリア帝国、オスマン帝国などの支配を通じて多種多様な民族が流入し、ブルガリアの料理に大きな影響を与えている。こんにち、ブルガリアの料理は周辺諸国の料理、すなわちトルコ料理、ギリシア料理やルーマニア料理、アルバニアや旧ユーゴスラヴィア諸国の料理と類似するものが多いが、互いに少しずつ異なっている。

## 特徴
周辺のバルカン半島諸国と共通する特徴として、ケバプチェ (Кебапче / Kebapche) やキュフテ (Кюфте / Kyufte) といったひき肉料理が豊富である。また、ヨーグルトなどの乳製品を多用するのも大きな特徴である。つぼに入れて加熱するつぼ焼き料理も多く、カヴァルマはブルガリアの代表的な料理である。また、豊かな自然環境を背景とした多種多様なハーブティーがあり、ブルガリアでは愛飲されている。

## 主なブルガリア料理

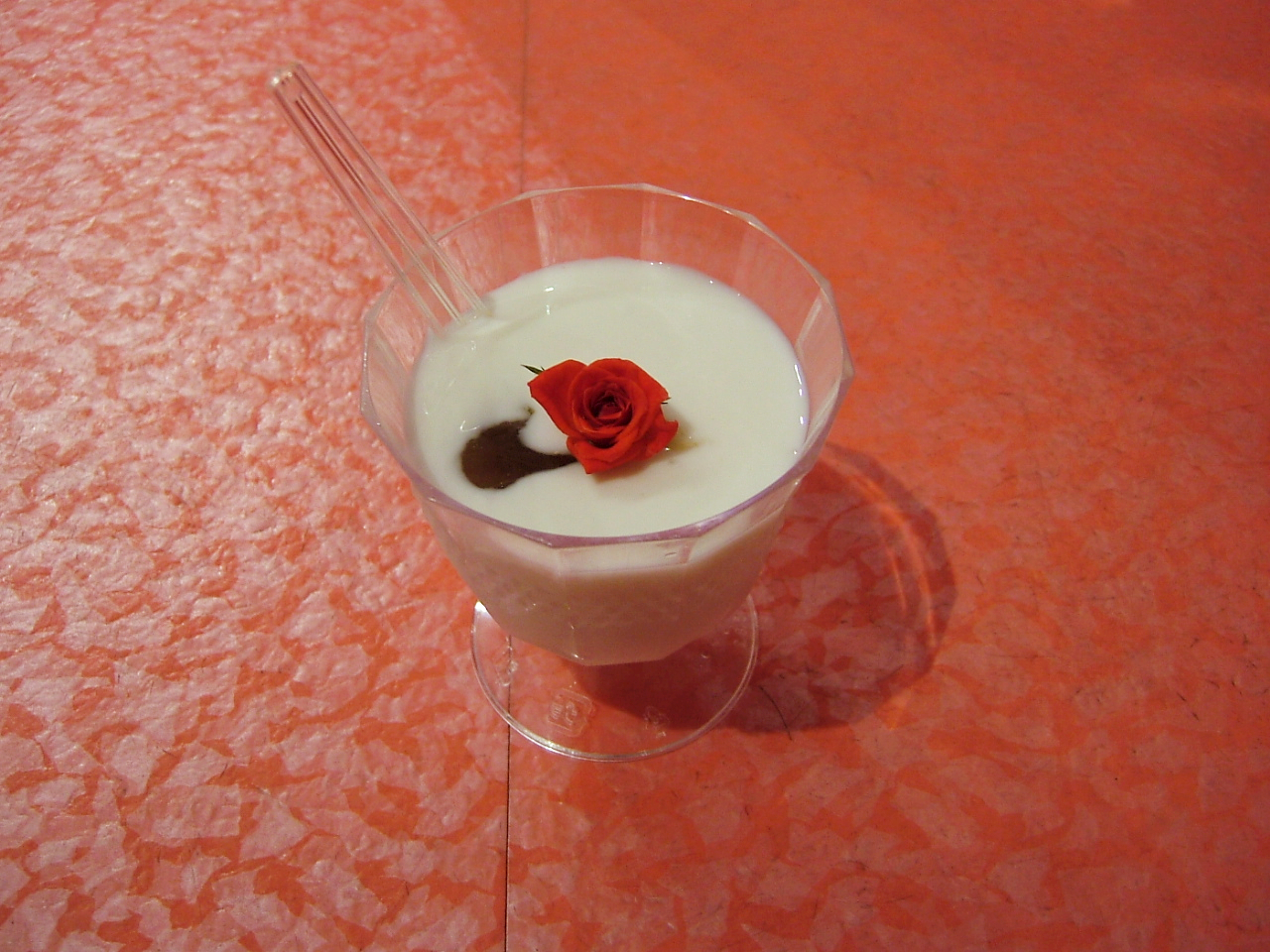
2005年愛知万博のブルガリア館のヨーグルト

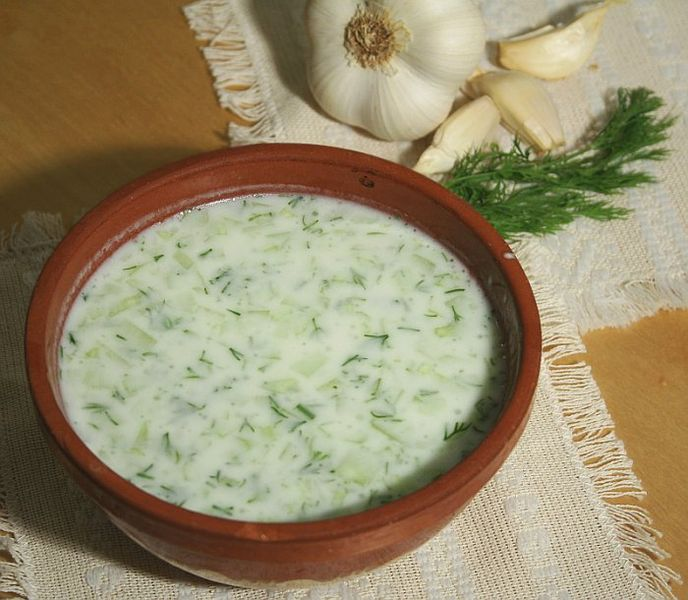
タラトールはブルガリアの冷製スープ

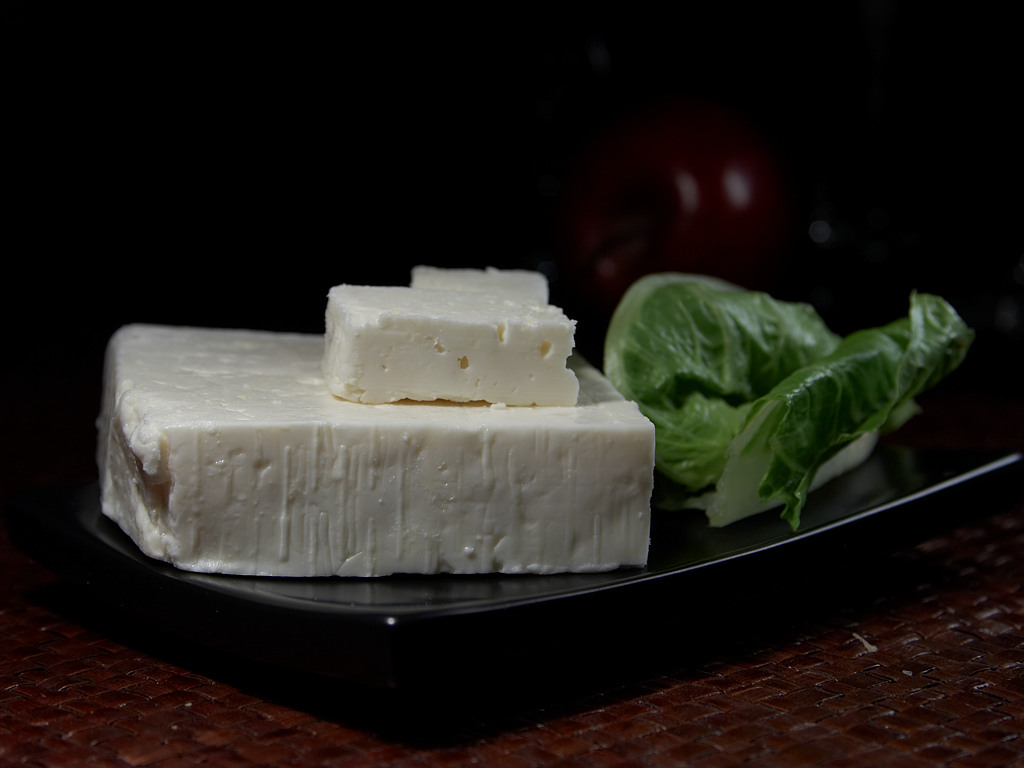
シレネ

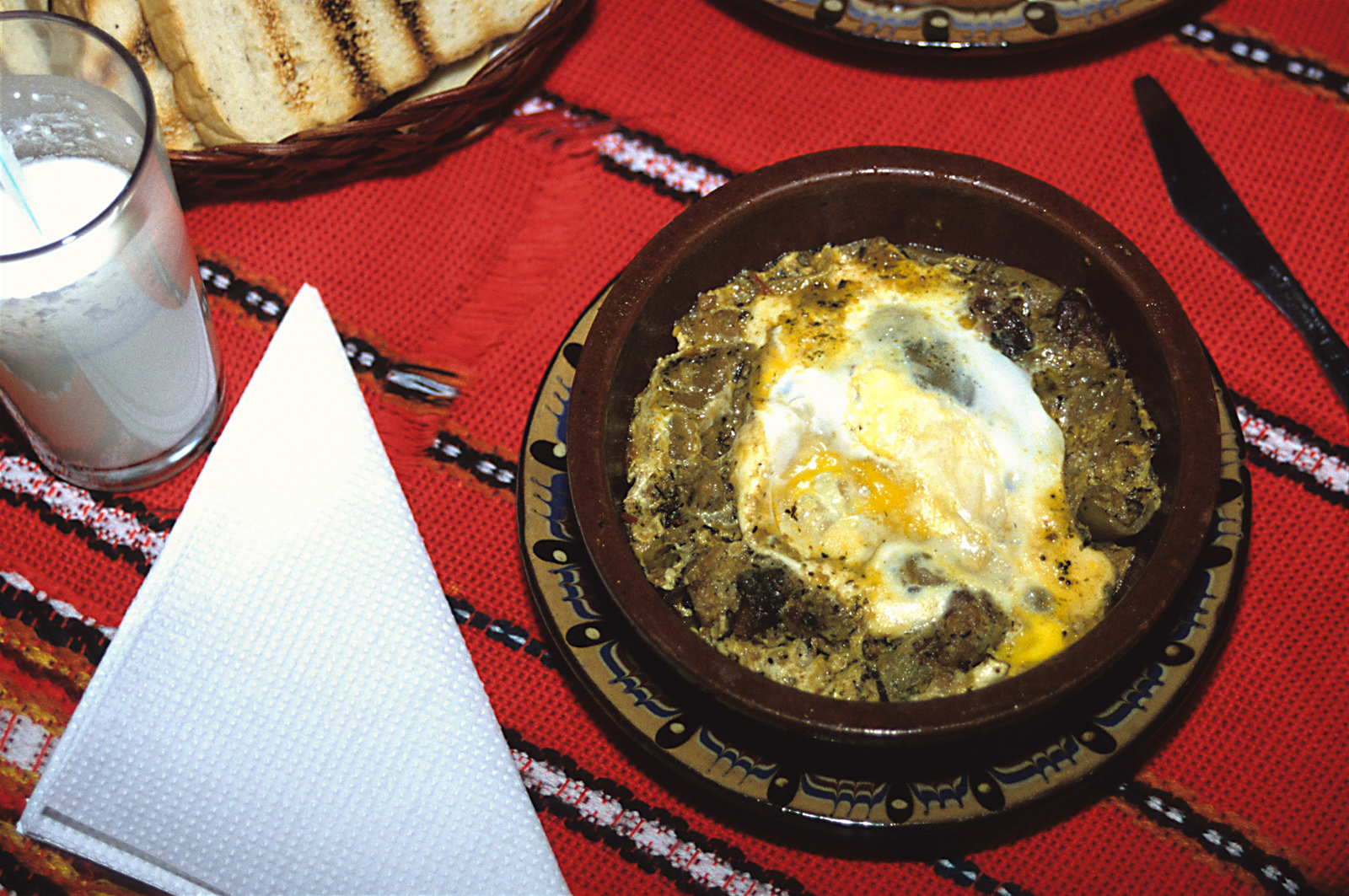
カヴァルマ

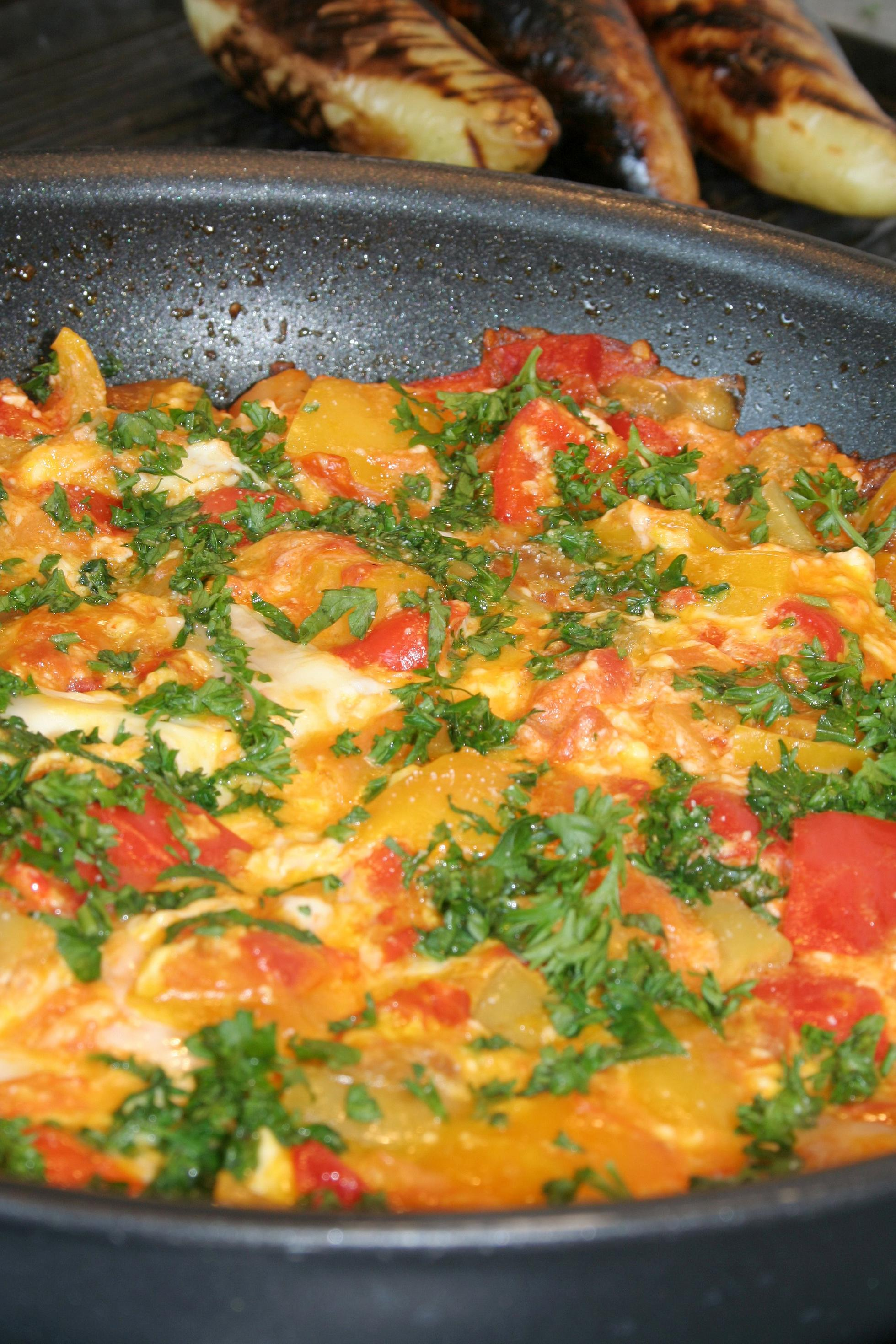
ミッシュマッシュ

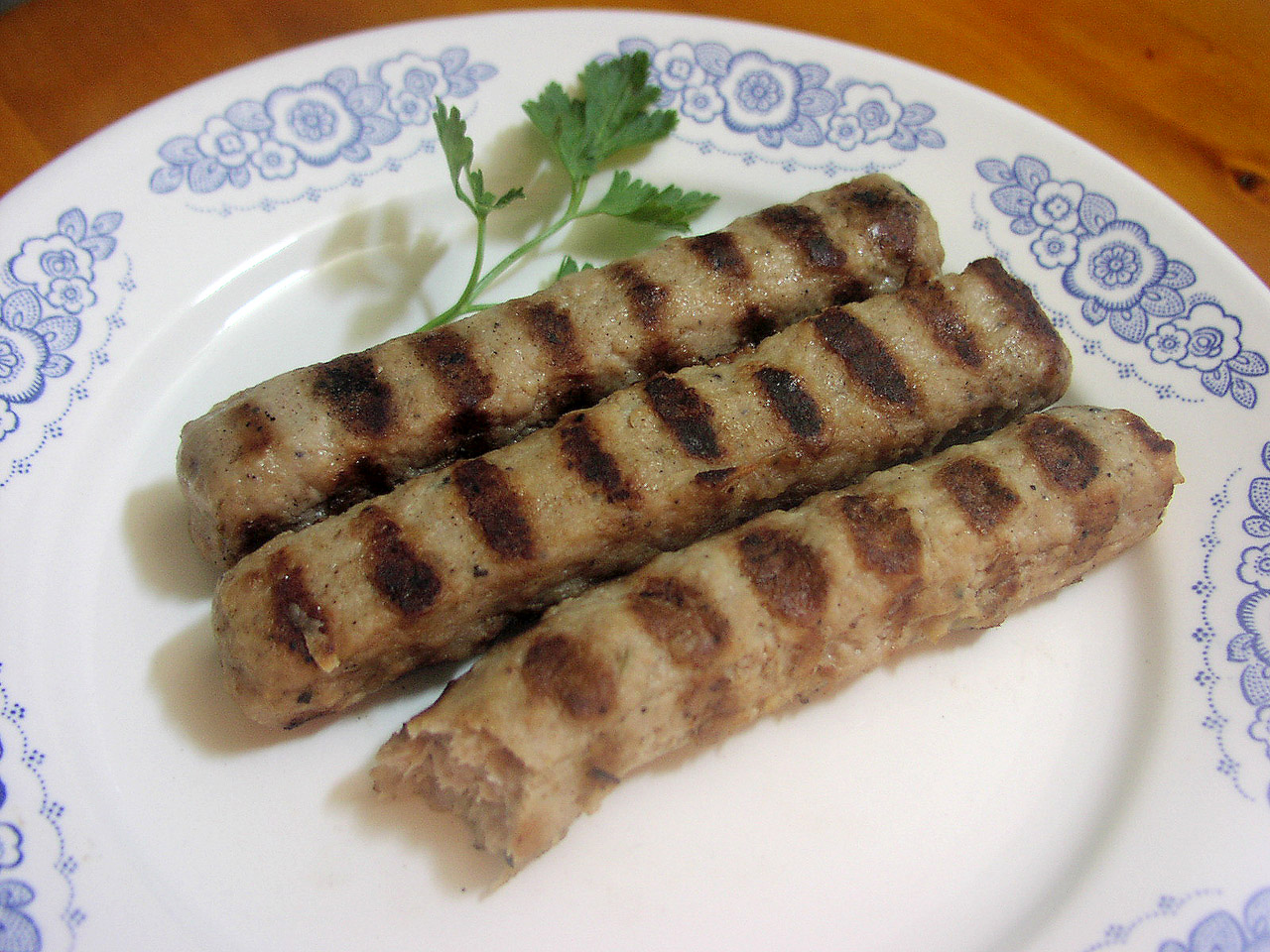
ブルガリアのケバプチェ

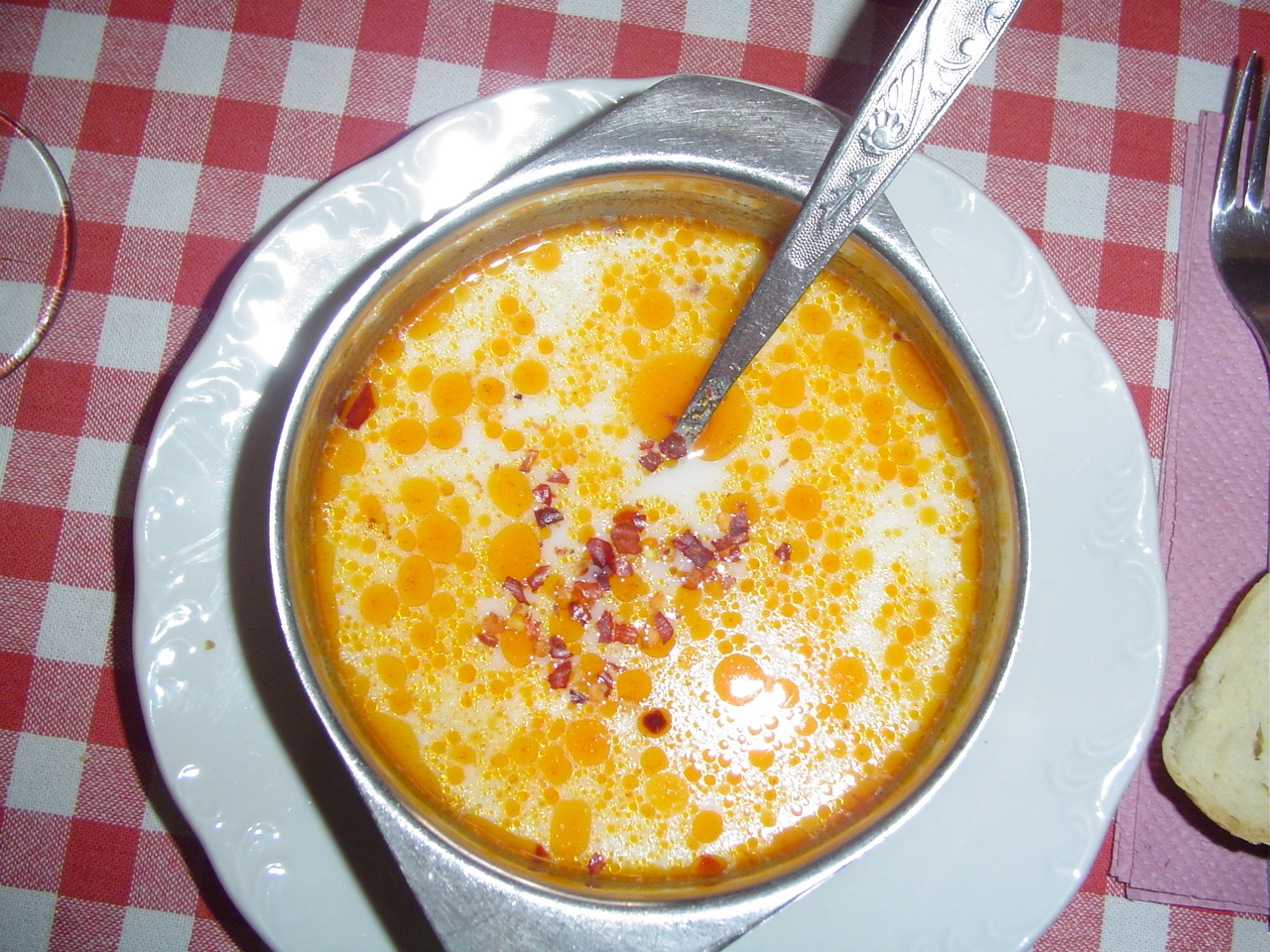
シュケンベ・チョルバ

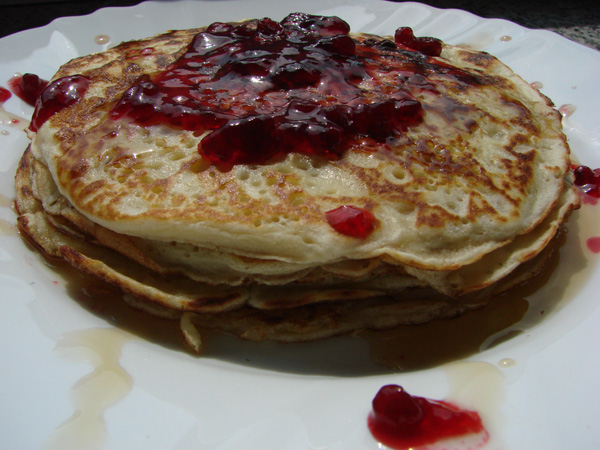
パラチンキとスラドコ

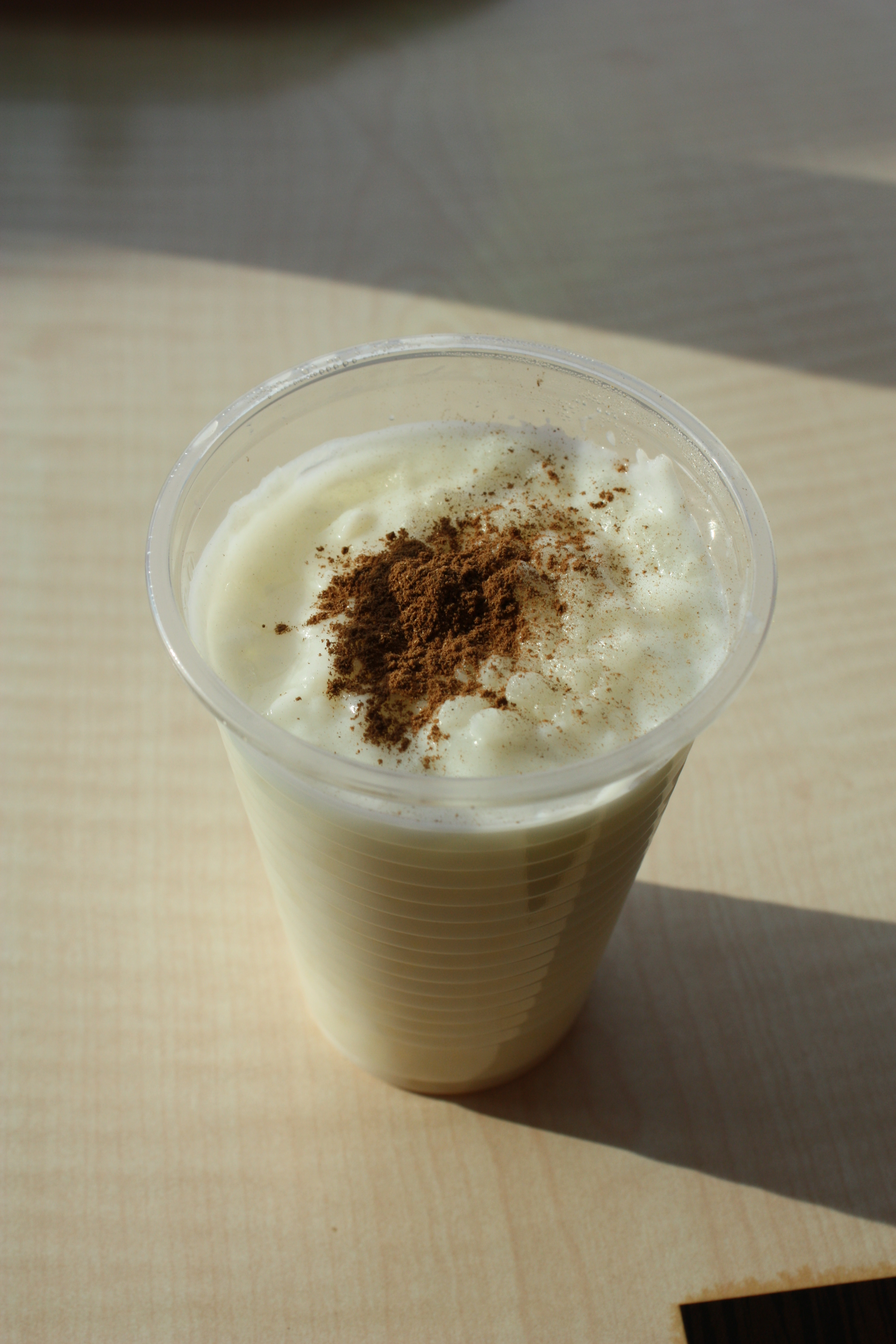
ソフィアのスートラシュ

### ヨーグルト
ヨーグルトはブルガリアではキセロ・ムリャコ（Кисело мляко / Kiselo Mlyako、「酸っぱい乳」）と呼ばれる。中央アジアのステップ地域からこの地方に侵入した遊牧民のブルガール人が、ヤギの皮で作った袋にミルクをいれて保存し、発酵したものがヨーグルトの起源であるともいわれている。日本でも商標になっており、日本のみならず世界的にも「ブルガリアはヨーグルトの国」というイメージが非常に強いが、ブルガール人によるブルガリア帝国の影響下にあった他のバルカン諸国でも多用される食材である。ヨーグルトという言葉もトルコ語に由来する。「ブルガリア＝ヨーグルト」のイメージを世界的に広めたのは、ロシアの医学者イリヤ・メチニコフであり、彼がブルガリアを訪問した際に現地で見つけた伝統食であるヨーグルトを、長寿の秘訣であるとして、ヨーロッパ中に広めたのである。
後述する冷製スープ・タラトールや、液状にした飲み物アイリャンにしたりする。

### タラトール
タラトール (Таратор / Tarator) はヨーグルト、キュウリ、ニンニク、クルミなどを原材料とする冷たいスープである。ブルガリアおよびマケドニア共和国の代表的な料理で、ヨーグルトの酸味がある。ギリシャのザジキ、トルコのジャージクと類似。

### スィレネ
スィレネ (Сирене / Sirene) はブルガリアの代表的な食材である。シレネは羊の乳から作った、酸味のある白いチーズで、ギリシャのフェタと同様のものである。細かくしてサラダに入れたショプスカ・サラタ (Шопска салата / Shopska salata) や、卵料理に添えたりする他、スープに入れたり、詰め物料理に入れたり、多くの料理に用いられる。

### カヴァルマ
カヴァルマ (Каварма / Kavarma) はブルガリアの代表的な料理である。肉と野菜類をトマト味で煮込んだ土鍋料理であり、上に卵やチーズが載せられている。

### ミッシュマッシュ
ミッシュマッシュ (Миш-маш / Mish-mash) は炒めた野菜に溶き卵とフェタチーズを入れたブルガリア風スクランブルエッグである。

### サルマ
サルマ (сарма / Sarma) はブルガリアをはじめとするバルカン半島一円で非常にポピュラーな料理である。乳酸発酵させたキャベツの葉で挽肉などを巻いて煮込んだロールキャベツである。サルマとはトルコ語で「巻く」を意味する動詞サルマク (sarmak) に由来する名前で、ルーマニアではサルマーレ (sarmale) と呼ばれる。ドルマおよびロールキャベツも参照。

### キュフテ
キュフテ (кюфте / Kjufte) はトルコ語ではキョフテ (köfte)、セルビア・クロアチア語ではチュフタ (ћуфтa / ćufta) と呼ばれる、挽肉のミートボールで、主に羊肉や豚肉から作られる。タマネギやその他の野菜、ハーブ類、またシレネなどが入ることもある。同種のミートボールは古くから中近東や南アジア、バルカン半島地方に存在する。ケバブも参照。

### ケバプチェ
ケバプチェ (Кебапче / Kebapche) はひき肉を固めて焼いた細く小さなハンバーグ。そのまま食べるほか、ヨーグルトソースをかけたりする。

### チョルバ
チョルバ (Чорба / Chorba) はスープである。
シュケンベ・チョルバ (Шкембе чорба / Shkembe chorba) は羊や牛のトライプを煮込んだチョルバで、こってりした味である。また、二日酔いにきくと信じられている。トルコでイシュケンベ・チョルバ (İşkembe çorba) と呼ばれるものと同類だが、ブルガリアのものはミルクを入れることが多い。アルメーヴァ・チョルバ (Armeeva chorba) は乳酸発酵させたキャベツの冷たいチョルバ、チョルバ・オト・レシャタ (Чорба от лещата / Chorba ot leshata) はヒラマメのチョルバ、ボブ・チョルバ (Боб чорба / Bob chorba) は白インゲンマメのチョルバ。クルバン・チョルバ (Курбан чорба / Koorban chorba) は災いや病を避けるための生贄（クルバン）にしたヒツジで作る、羊肉ともつのチョルバである。

### ムサカ
ムサカ (мусака / Musaka) はバルカン半島一円で見られる料理で、タマネギとジャガイモ、トマト、ひき肉などを炒めてから耐熱容器に入れ、乳またはヨーグルトを入れたカスタードをのせて焼いたもの。ジャガイモがよく使われるのがブルガリア風であるが、ナスやズッキーニのムサカも作られる。

### ピラフ
ピラフ (пилаф / Pilaf) は、米に塩とバターを加えて炊いた料理である。好みでマジョラムを加える。

### バニツァ
バニツァ (Баница / Banitsa) は、紙のように薄いパイ生地（フィロ生地）でシレネや野菜、ライスプディングなどを包んだパイ料理である。トルコのビョレク、ギリシャのティロピタと似ている。

### メキツァ
メキツァ (мекица/ Mekitsa) は、ヨーグルトを加えたパン生地を揚げた小ぶりの揚げパンである。粉砂糖をふったり、スラートコを添えて朝食やおやつとして食べる。通常、二つ以上食べるので、複数形でメキツィ (мекици/ Mekitzi) と呼ぶ。

### ゲヴレク
ゲヴレク (Геврек/ Gevrek) はトルコのスィミットのような、ゴマをまぶしたドーナツ型のパンである。よく似たゲヴレツィ (Гевреци / Gevretsi) はゴマをまぶす前に茹でるという点でベーグルに類似する。

### パラチンキ
パラチンキ (Палачинки / Palachinki) は、薄いパンケーキである。蜂蜜、ナッツやスラートコを巻く他、肉や野菜のおかずを巻いて食べることもある。

### バクラヴァ
バクラヴァ (Баклава / baklava) は西アジアやバルカン半島一円で見られる甘いパイ菓子の一つ。紙のように薄いパイ生地（フィロ生地）の間にナッツ類を置いて重ねて焼き、シロップ漬けにしたもので、大変甘味が強い。ブルガリアではバラの蜂蜜の生産が大変盛んで、バクラヴァにも蜂蜜から作ったシロップが用いられる。

### カダイフ
カダイフ (Кадаиф / Kadaif) は、細麺状の生地でナッツを包んでシロップをかけた、バクラヴァに似た菓子である。

### ロクム
ロクム (Локум / lokum) は、イランからトルコを伝わってブルガリアに持ち込まれた甘い餅のような菓子である。

### ハルヴァ
ハルヴァ (Халва / halva) は、セモリナなどから作られるプディング状の菓子である。

### スートラシュ
スートラシュ (Cутляш / sutlash) またはムリャコ・ス・オリズ (Мляко с ориз / Mlyako s oriz) は、牛乳と米のプディングである。トルコのストラッチとほぼ同じ。

### マレビ
マレビ (Malebi) は、牛乳と米粉から作るプディングである。トルコのムハッレビ、さらにはアラブ人のムハラビーヤに由来し、ブラン・マンジェに似ている。果物のシロップをかけて供することがある。

### スラートコ
スラドコ (сладко / sladko) は、ジャム状の食品である。

## 飲み物

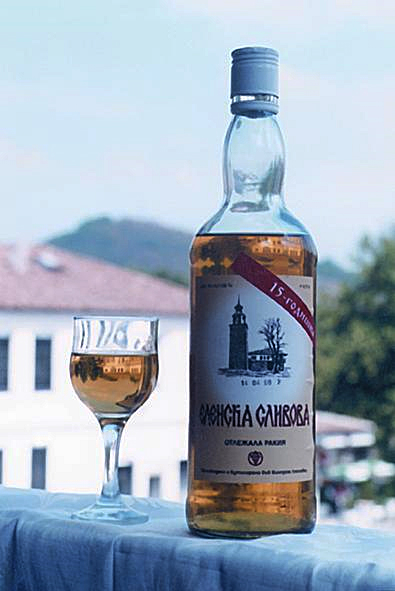
エレナのラキヤ

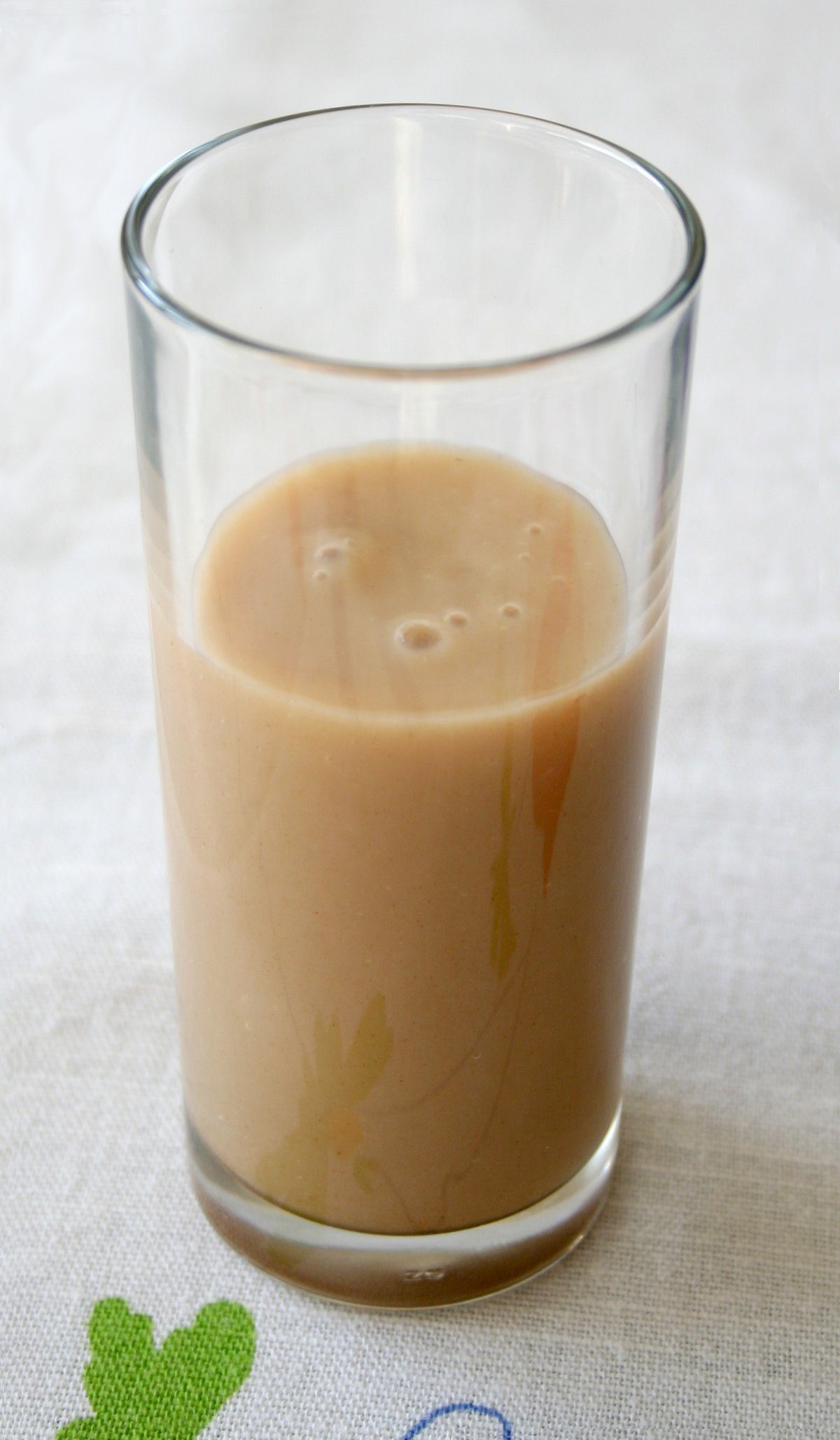
ボザ

### ラキヤ
ラキヤ (ракия / Rakia) はブルガリアをはじめ南スラヴ諸国で見られるアルコール度数（40%～60%程度）の高い蒸留酒で、様々な果物で調製されたリキュール類の総称である。原料となる果物によって、異なる香りを楽しむことができる。その起源はアニスを用いるトルコの蒸留酒ラクである。

### ワイン
ブルガリアではトラキア人の時代からブドウが生産されており、良質のワイン (Вино / Vino) 産地として知られている。ワインはラキア、ビールと並んでブルガリアで最も一般的なアルコール飲料である（ブルガリアワインも参考）。

### ビール
ブルガリアのビール (Бира / Bira) の代表的なブランドには、スタラ・ザゴラで製造されるアリアナ (Ариана / Ariana)、ザゴルカ (Загорка / Zagorka)、シュメンのシュメンスコ (Шуменско / Shumensko)、プロヴディフのカメニツァ (Каменица / Kamenitsa) などがある。

### アイリャン
アイリャン（Айрян / Ayryan、またはアイランайран / Ayran）は甘味のないヨーグルトを冷たい水で薄めて液状にした飲み物で、トルコから持ち込まれたものである。ヨーグルト本来の酸味があり、食事のときによく飲まれる。ブルガリア料理には比較的こってりした肉料理が多く、さっぱりした酸味のあるアイリャンとの相性はとてもよい。

### ボザ
ボザ (Боза / Boza) は甘酸っぱく、どろっとした飲み物で、ライムギや小麦などを煮立てて発酵させた飲料。ブルガリアの甘酒のようなもの。ブルガリア人でも好みが分かれる。

### コーヒー
トゥルスコ・カフェ (Турско кафе / Tursko Kafe) はトルコ式に淹れたコーヒーである。

### ハーブティー
ハーブティはビルコフ・チャイ (билков чай / Bilkov chai) と呼ばれ、様々なハーブ類を産出するブルガリアでは非常によく飲まれる。